# フィリップ王配信仰

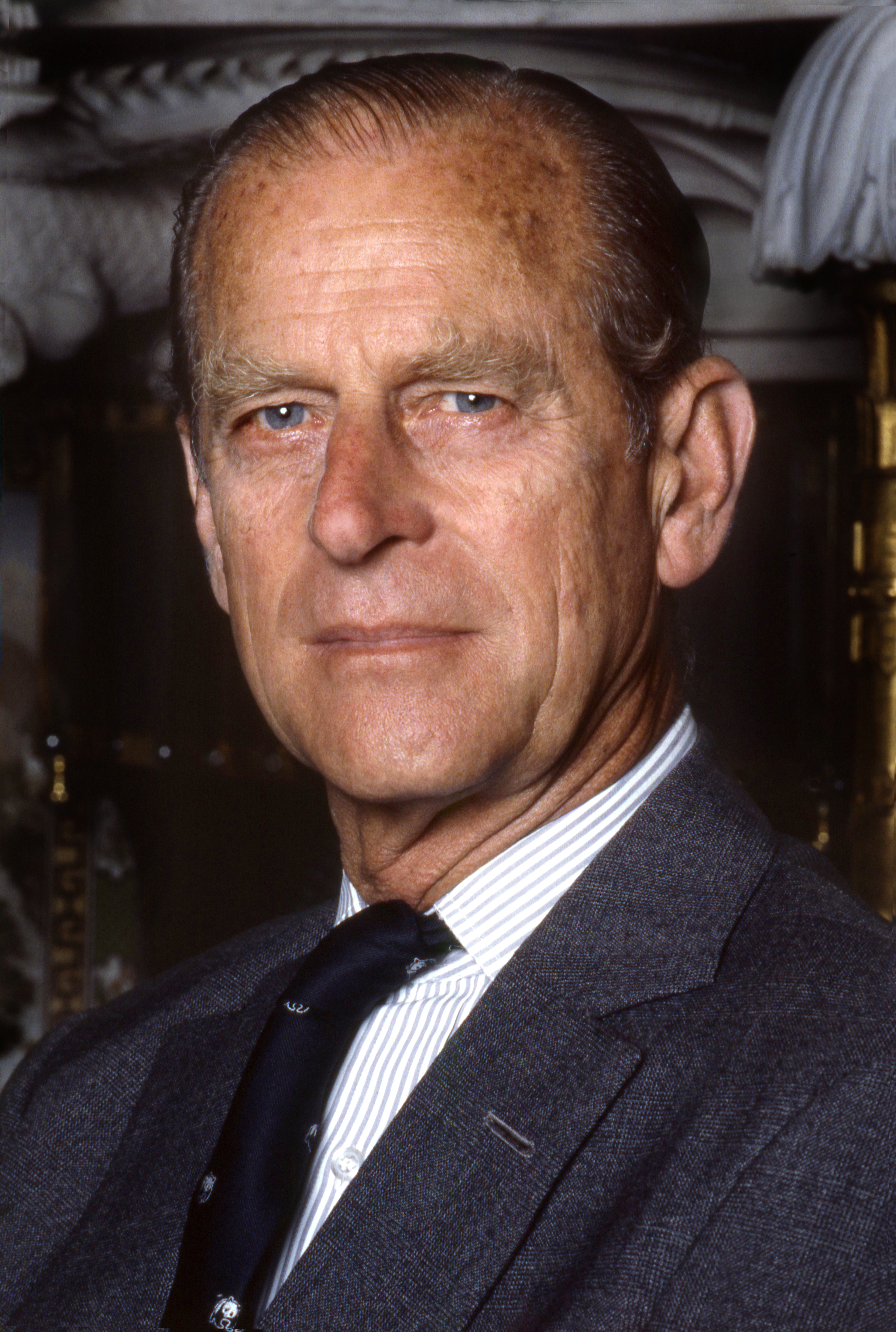
フィリップ王配（1992年、アラン・ウォーレン撮影）

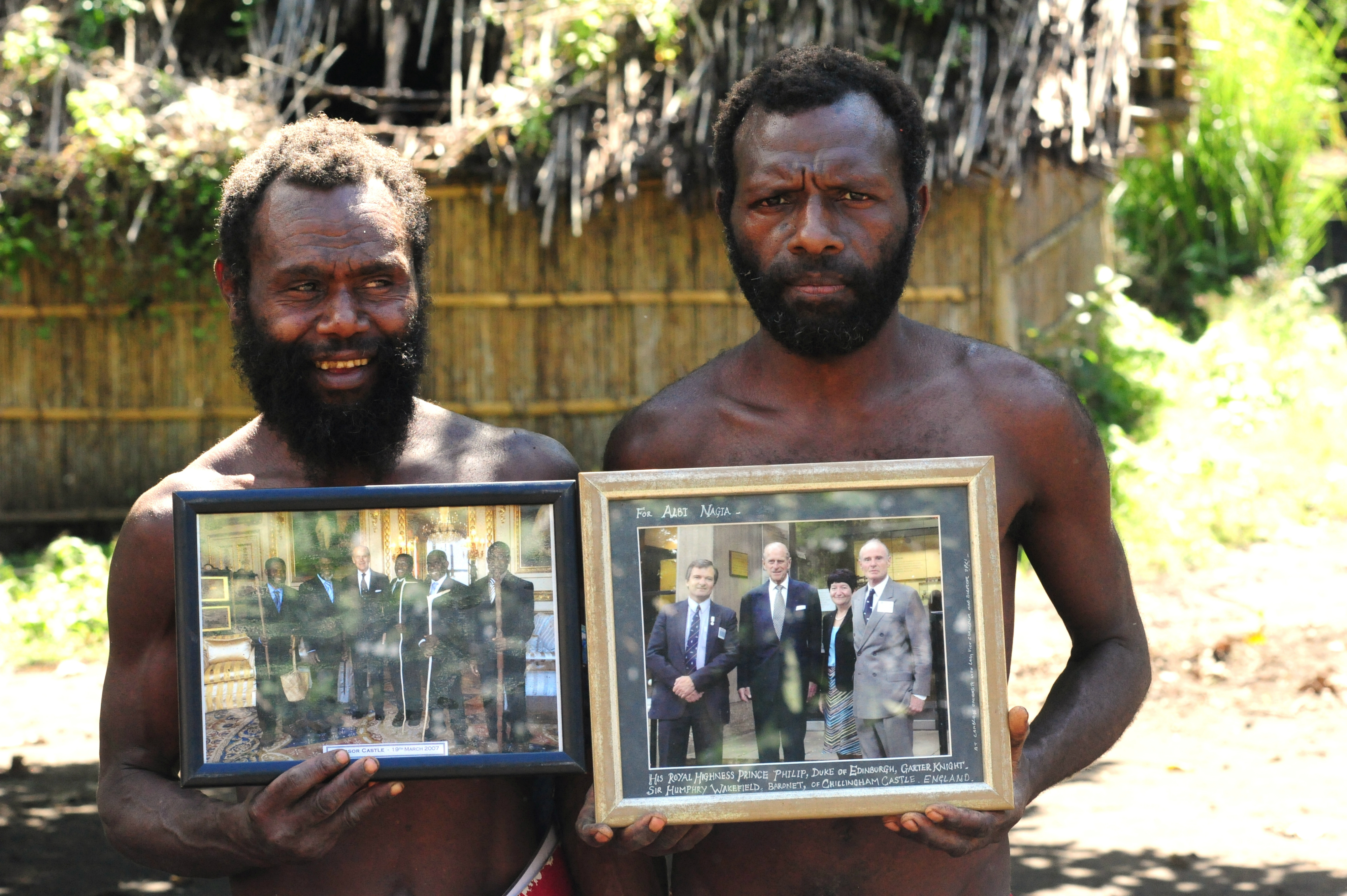
2007年の英国訪問時の記念写真を持つヤオーナネンの住民（2012年）。

フィリップ王配信仰（フィリップおうはいしんこう、Prince Philip Movement）は、バヌアツ・タンナ島のヤオーナネン村（Yaohnanen）に存在する信仰である。いわゆるカーゴ・カルトの一種と見なされている。

## 概要
ヤオーナネンの住民による信仰において、エディンバラ公爵フィリップ王配（Prince Philip, Duke of Edinburgh）は「山の精霊の青白い肌をした息子」であり、またジョン・フラムの兄弟であるとされている。ヤオーナネンを含む周辺の地域で語り継がれる伝説の1つに、山の精霊の息子は海を超え外の土地を旅し、強い女性と結婚した後に再来するというものがある。住民らは植民地時代の教育に基づき英国女王たるエリザベス2世に敬意を抱いており、そこから彼女の配偶者たるフィリップこそが伝説に語られる山の精霊の息子であろうと結論づけ、この信仰が始まったとされている
。

## 歴史
信仰が始まった正確な時期は不明だが、おおむね1950年代から1960年代であろうと推測されている。また1974年にはフィリップとエリザベス2世がバヌアツを公式訪問し、ヤオーナネンの住民が直接2人の姿を目にしたことにより信仰が強化された。訪問当時、フィリップはこの信仰のことを知らなかったが、のちに在バヌアツ英国駐在弁務官（Resident Commissioner, 1975年 - 1978年）だったジョン・チャンピオン（John Champion）により信仰の存在を知らされることになる。
1974年の訪問の際、王室の人々を上陸させるために雇われた舟の漕手の1人が、ヤオーナネンの村長ジャック・ナイバ（Jack Naiva）だった。ナイバはヨットに乗った王室の人々に挨拶するべくにカヌーで近づき、この時に白い軍服姿で甲板に建つフィリップを見て、彼が真の救世主であると確信したのだという。ヤオーナネンの住民は、いずれフィリップが島に戻ってくると信じ、毎年の誕生日には大規模な祝賀会を催していた。また、信仰においてのフィリップは世界中のあらゆる出来事に影響を及ぼす力を持つ存在とされており、例えばバラク・オバマの米大統領就任も、フィリップの力によるものとされた。
チャンピオンからの提案により、信仰の中心であるヤオーナネンに対するフィリップの肖像写真の寄贈が決定する。この決定に対してヤオーナネンでは、感謝の証としてナルナル（nal-nal）と呼ばれる伝統的な豚を殴り殺すための棍棒を贈った。最初に贈られた写真はナルナルを構えたフィリップの肖像写真で、2000年にはまた別の写真が贈られている。すべての写真はナイバが所有していたが、彼は2009年に死去している。
2007年9月27日にイギリスのテレビ局チャンネル4が放送したリアリティ番組『Meet the Natives』は英国を訪問したフィリップ王配信仰の信者5名を取材したもので、大歓声で迎えられた彼らはフィリップ自身と会談し、新しいフィリップの写真を含むいくつかの品物を交換した。
2010年、オーストラリアのジャーナリスト、エイモス・ロバーツはタンナ島を訪問し、フィリップの89歳の誕生日を祝う式典について取材した。
2011年、イギリスの旅行ドキュメンタリー番組『An Idiot Abroad』の第二シーズンでヤオーナネンの住民が取り上げられた。
2017年、フィリップの公務引退が発表された。
2021年4月9日、フィリップはウィンザー城で薨去した。ヤオーナネン村には、バヌアツ文化センターの職員ジャン＝パスカル・ワヘ（Jean-Pascal Wahé）によって、4月10日になってから伝えられた。ワヘによれば、村民らは大いに悲しみながらも、フィリップの死を悼み、また彼を記念するべく、壮大な「喪の日」の準備を行う旨を語った。「喪の日」には、近隣の集落の住民らも参加するという。
フィリップ王配信仰の研究者でもあるバヌアツ国立博物館名誉学芸員カーク・ハフマン（Kirk Huffman）は、フィリップの薨去を受け、住民の信仰の対象が息子チャールズ3世（当時皇太子）へと移る可能性が高いとの見解を示した。チャールズは2018年にバヌアツを訪問した際、タンナ島にて主要部族の要人らとの会談を行い、いくつかの記念品と共に名誉酋長の称号を贈られていた。また、この際にチャールズが飲んだ椰子の実の殻が島へと持ち帰られ、これを聖杯のように祀る祠が建てられたという。ヤオーナネンの住民は、フィリップが英王族の富を同胞たる島民たちと分かち合うべく、魂となって島に戻ってくると信じているという。
2023年5月6日、チャールズ3世の英国王としての戴冠式が行われた。ヤオーナネンの住民らもこれを盛大に祝った。この式典に参加した英国高等弁務官代行マイケル・ワッターズ（Michael Watters）は、チャールズ3世の肖像写真を記念品として住民に贈った。2007年の訪英団に参加しフィリップ王配と会談した経験もある村長ヤバ（Yabah）は、フランス通信社の取材に応じ、フィリップの息子たるチャールズの戴冠を歓迎したほか、自身がバッキンガム宮殿を訪問したいこと、および新国王のヤオーナネン村訪問を望んでいる旨を語った。